# Mikaël Kingsbury
Mikaël Kingsbury (* 24. Juli 1992 in Sainte-Agathe-des-Monts, Québec) ist ein kanadischer Freestyle-Skier. Er ist auf die Buckelpisten-Disziplinen Moguls und Dual Moguls spezialisiert. In diesen Disziplinen ist er der mit Abstand erfolgreichste Athlet der Geschichte. Sowohl die Gesamtwertung des Freestyle-Skiing-Weltcups als auch die Moguls-Disziplinenwertung konnte er zwischen 2012 und 2020 neunmal in Folge für sich entscheiden. Hinzu kommen neun Weltmeistertitel, sechs weitere WM-Medaillen sowie die Goldmedaille bei den Olympischen Winterspielen 2018 und zwei Silbermedaillen 2014 und 2022.

## Biografie
Kingsbury wuchs in der Stadt Deux-Montagnes auf und beteiligte sich ab März 2005 an FIS-Wettbewerben. Ab Januar 2008 nahm er am Nor-Am Cup, der nordamerikanischen Kontinentalmeisterschaft, teil. Nachdem er zu Beginn des Jahres 2009 den ersten Podestplatz erzielt hatte, gelangen ihm in der Saison 2009/10 fünf Siege. Mit mehr als der doppelten Punktzahl des Zweitplatzierten entschied er die Moguls-Disziplinenwertung des Nor-Am Cups für sich.
Sein Debüt im Weltcup hatte Kingsbury am 8. Januar 2010 in Calgary, wo er 54. wurde. Die ersten Weltcuppunkte holte er am 12. März desselben Jahres mit dem 15. Platz in Åre. Nur einen Tag später konnte er sich als Vierter bereits mitten in der Weltspitze etablieren. Mit dem zweiten Platz in Ruka gelang ihm am 11. Dezember 2010 die erste Weltcup-Podestplatzierung. Der erste Sieg folgte neun Tage später in Beida Lake. Bei den Weltmeisterschaften 2011 gewann er die Silbermedaille im Dual Moguls und die Bronzemedaille im Moguls-Wettbewerb. Aufgrund dieser Erfolge erkor ihn die FIS zum Rookie of the Year.
In der Saison 2011/12 dominierte Kingsbury die Konkurrenz fast nach Belieben. Er erzielte acht Weltcupsiege, davon sechs in Folge, womit er einen Rekord von Jeremy Bloom aus dem Jahr 2005 einstellte. Hinzu kamen vier zweite und ein dritter Platz. Bei jeder Teilnahme stand er auf dem Podest, wodurch er überlegen sowohl die Gesamtweltcupwertung als auch die Moguls-Disziplinenwertung für sich entschied. Mit insgesamt 13 Podestplätzen in einer Saison stellte er einen neuen Rekord auf. Ähnlich dominant war Kingsbury in der Saison 2012/13 mit sechs Weltcupsiegen. Bei den Weltmeisterschaften 2013 in Voss gewann er die Moguls-Goldmedaille, hinzu kam die Dual-Moguls-Silbermedaille. Ebenso konnte er jeweils zum zweiten Mal die Weltcup-Gesamtwertung und die Moguls-Disziplinenwertung für sich entscheiden.
Kingsbury begann die Weltcupsaison 2013/14 mit drei Siegen hintereinander. Danach fiel er jedoch in der Disziplinenwertung etwas hinter Alexandre Bilodeau zurück. Auch bei den Olympischen Winterspielen 2014 in Sotschi musste er sich ihm geschlagen geben und gewann die Silbermedaille. Gegen Ende der Saison konnte er sich wieder steigern und zwei weitere Siege feiern, womit er zum dritten Mal in Folge sowohl die Moguls-Disziplinenwertung als auch die Gesamtwertung für sich entschied. Beim zweitletzten Rennen der Saison, am 16. März 2014 in Ruka, realisierte er im Alter von nur 21 Jahren seinen 21. Weltcupsieg und übertraf damit die bisherige kanadische Bestmarke, die von Jean-Luc Brassard gehalten worden war.
Zu Beginn der Saison 2014/15 gewann Kingsbury drei Weltcup-Wettbewerbe in Folge. Vor den Weltmeisterschaften 2015 galt er deshalb als haushoher Favorit: Etwas überraschend wurde er in Kreischberg im Moguls-Wettbewerb vom Franzosen Anthony Benna geschlagen und musste sich mit der Silbermedaille begnügen. Hingegen sicherte er sich im Dual-Moguls-Wettbewerb den Weltmeistertitel. Mit zwei weiteren Weltcupsiegen im Anschluss sicherte er sich überlegen die Disziplinenwertung und die Gesamtwertung. Auch in der Saison 2015/16 setzte Kingsbury seine Siegesserie fort. Sein Sieg im ersten Wettbewerb von Ruka am 12. Dezember 2015 war der insgesamt 29., womit er nun alleiniger Rekordhalter vor Edgar Grospiron war. Mit vier weiteren Siegen stand er zum insgesamt fünften Mal als Gewinner des Gesamt- und Disziplinenweltcups fest.
In der Saison 2016/17 war Kingsbury wiederum fast nicht zu bezwingen. Bei neun von elf Weltcup-Wettbewerben stand er zuoberst auf dem Podest, womit er sich überlegen zum sechsten Mal den Gesamt- und Disziplinenweltcup sicherte. Hingegen verliefen die Weltmeisterschaften 2017 in der Sierra Nevada nicht nach Plan: Im Moguls-Wettbewerb wurde er Dritter, während er im Dual-Moguls-Wettbewerb lediglich den 13. Platz erzielte (sein mit Abstand schlechtestes Ergebnis der Saison). Im Winter 2017/18 war Kingsbury der Konkurrenz erneut überlegen. Mit sieben Weltcupsiegen und drei zweiten Plätzen sicherte er sich zum siebten Mal in Folge beide Wertungen. Bei den Olympischen Winterspielen 2018 in Pyeongchang bestätigte er seine Favoritenrolle und gewann die Goldmedaille im Moguls-Wettbewerb.
Seinen dritten und vierten Weltmeistertitel, also je einen in beiden Disziplinen, holte er bei den Weltmeisterschaften 2019 in Park City, womit er zum erst zweiten Freestyle-Doppelweltmeister nach Trace Worthington 1995 wurde. Auch im Weltcup 2018/19 war er fast nicht zu schlagen: Mit sieben weiteren Siegen sicherte er sich zum achten Mal in Folge die Gesamt- und die Disziplinenwertung. Die Überlegenheit setzte sich auch im Weltcup 2019/20 mit sieben Siegen fort, was ihm in beiden Wertungen den jeweils neunten Sieg in Serie bescherte.
Ende November 2020 brach sich Kingsbury bei einem Trainingssturz im finnischen Ruka die Brustwirbel Th4 und Th5 und zog sich damit zum ersten Mal in seiner langen Karriere eine gröbere Verletzung zu. Er musste mehrere Wochen pausieren und verpasste damit die Chance, den Rekord von zehn Gesamtweltcup-Triumphen in Folge der Schweizerin Conny Kissling einzustellen. Am 4. Februar 2021 gab er im Deer Valley sein Weltcup-Comeback und gewann auf Anhieb wieder beide Wettkämpfe. Bei den Weltmeisterschaften in Almaty wurde er seiner Favoritenrolle erneut gerecht und holte sich in beiden Moguls-Disziplinen die fünfte und sechste WM-Goldmedaille seiner Karriere. Die Moguls-Disziplinenwertung und den Freestyle-Gesamtweltcup musste er aufgrund seiner Zwangspause nach neun Siegen in Serie erstmals wieder abtreten.

## Erfolge

### Olympische Spiele
- Sotschi 2014: 2. Moguls
- Pyeongchang 2018: 1. Moguls
- Peking 2022: 2. Moguls

### Weltmeisterschaften
- Deer Valley 2011: 2. Dual Moguls, 3. Moguls
- Voss 2013: 1. Moguls, 2. Dual Moguls
- Kreischberg 2015: 1. Dual Moguls, 2. Moguls
- Sierra Nevada 2017: 3. Moguls, 13. Dual Moguls
- Park City 2019: 1. Moguls, 1. Dual Moguls
- Almaty 2021: 1. Moguls, 1. Dual Moguls
- Bakuriani 2023: 1. Moguls, 1. Dual Moguls
- Engadin 2025: 1. Dual Moguls, 2. Moguls

### Weltcupwertungen
| Saison  | Gesamt | Gesamt | Moguls | Moguls | Dual Moguls | Dual Moguls | Moguls Gesamt | Moguls Gesamt |
| Saison  | Platz  | Punkte | Platz  | Punkte | Platz       | Punkte      | Platz         | Punkte        |
| ------- | ------ | ------ | ------ | ------ | ----------- | ----------- | ------------- | ------------- |
| 2009/10 | 64.    | 12     | –      | –      | –           | –           | 22.           | 116           |
| 2010/11 | 4.     | 66     | –      | –      | –           | –           | 3.            | 725           |
| 2011/12 | 1.     | 91     | –      | –      | –           | –           | 1.            | 1180          |
| 2012/13 | 1.     | 78     | –      | –      | –           | –           | 1.            | 940           |
| 2013/14 | 1.     | 81     | –      | –      | –           | –           | 1.            | 890           |
| 2014/15 | 1.     | 85     | –      | –      | –           | –           | 1.            | 761           |
| 2015/16 | 1.     | 88,13  | –      | –      | –           | –           | 1.            | 705           |
| 2016/17 | 1.     | 92,73  | –      | –      | –           | –           | 1.            | 1020          |
| 2017/18 | 1.     | 94,00  | –      | –      | –           | –           | 1.            | 940           |
| 2018/19 | 1.     | 91,67  | –      | –      | –           | –           | 1.            | 825           |
| 2019/20 | 1.     | 94,00  | –      | –      | –           | –           | 1.            | 940           |
| 2020/21 | –      | –      | –      | –      | –           | –           | 6.            | 200           |
| 2021/22 | –      | –      | 1.     | 672    | 1.          | 400         | 1.            | 1072          |
| 2022/23 | –      | –      | 1.     | 540    | 1.          | 462         | 1.            | 2002          |
| 2023/24 | –      | –      | 2.     | 600    | 1.          | 700         | 1.            | 1300          |
| 2024/25 | –      | –      | 1.     | 755    | 1.          | 544         | 1.            | 1299          |

### Weltcupsiege

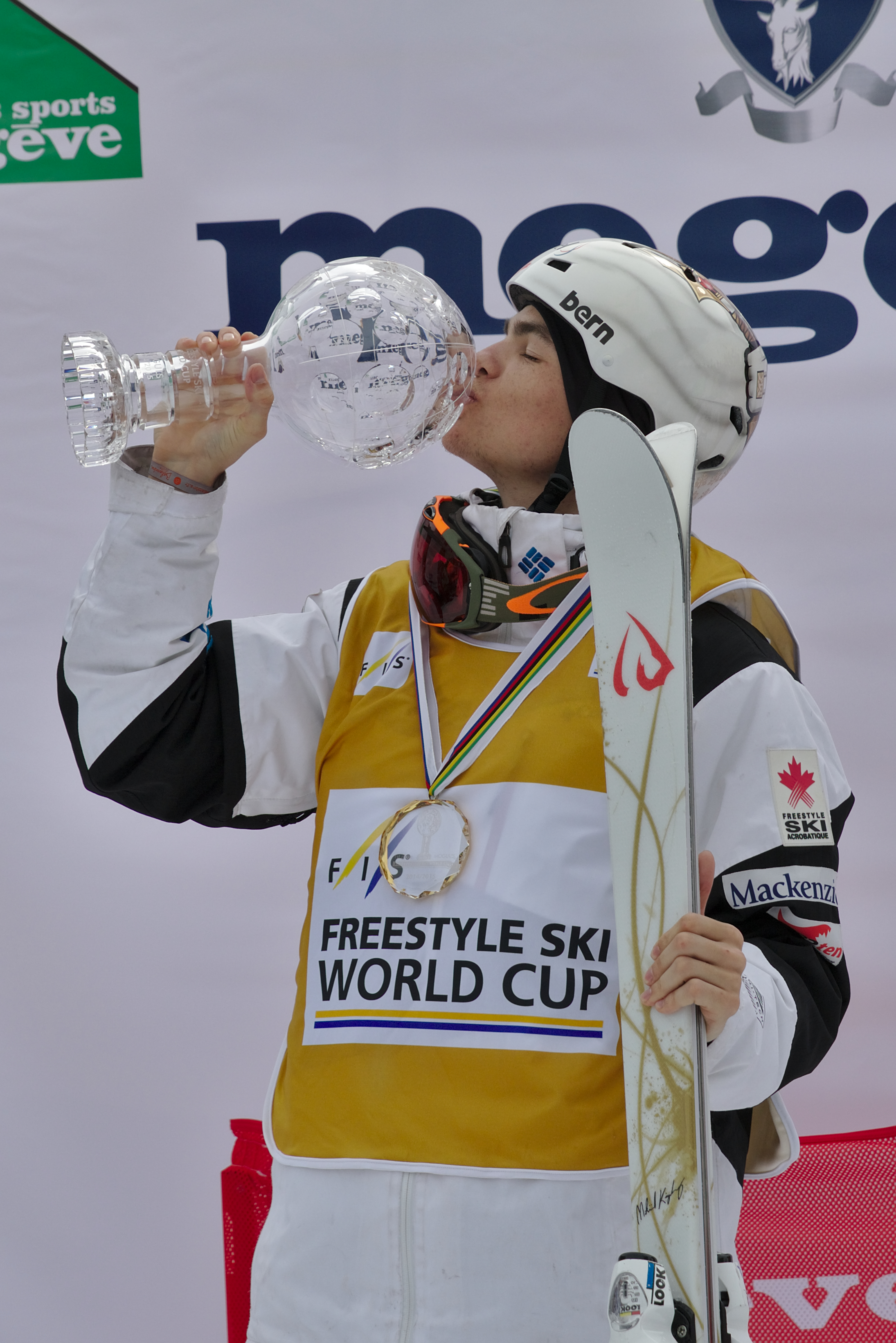
Kingsbury beim Weltcupfinale 2015 in Megève

Kingsbury errang im Weltcup bisher 142 Podestplätze, davon 99 Siege:
| Nr. | Datum             | Ort              | Land       |
| --- | ----------------- | ---------------- | ---------- |
| 01  | 21. Dezember 2010 | Beida Lake       | China      |
| 02  | 29. Januar 2011   | Calgary          | Kanada     |
| 03  | 10. Dezember 2011 | Ruka             | Finnland   |
| 04  | 19. Januar 2012   | Lake Placid      | USA        |
| 05  | 28. Januar 2012   | Calgary          | Kanada     |
| 06  | 2. Februar 2012   | Deer Valley      | USA        |
| 07  | 12. Februar 2012  | Beida Lake       | China      |
| 08  | 18. Februar 2012  | Naeba Ski Resort | Japan      |
| 09  | 17. Januar 2013   | Lake Placid      | USA        |
| 10  | 26. Januar 2013   | Calgary          | Kanada     |
| 11  | 31. Januar 2013   | Deer Valley      | USA        |
| 12  | 15. Februar 2013  | Sotschi          | Russland   |
| 13  | 23. Januar 2013   | Inawashiro       | Japan      |
| 14  | 15. Dezember 2013 | Ruka             | Finnland   |
| 15  | 4. Januar 2014    | Calgary          | Kanada     |
| 16  | 9. Januar 2014    | Deer Valley      | USA        |
| 17  | 3. Januar 2015    | Calgary          | Kanada     |
| 18  | 9. Januar 2015    | Deer Valley      | USA        |
| 19  | 29. Januar 2015   | Lake Placid      | USA        |
| 20  | 7. Februar 2015   | Val Saint-Côme   | Kanada     |
| 21  | 28. Februar 2015  | Takawako         | Japan      |
| 22  | 23. Januar 2016   | Val Saint-Côme   | Kanada     |
| 23  | 30. Januar 2016   | Calgary          | Kanada     |
| 24  | 10. Dezember 2016 | Ruka             | Finnland   |
| 25  | 21. Januar 2017   | Val Saint-Côme   | Kanada     |
| 26  | 2. Februar 2017   | Deer Valley      | USA        |
| 27  | 11. Februar 2017  | Phoenix Park     | Südkorea   |
| 28  | 18. Januar 2017   | Tazawako         | Japan      |
| 29  | 25. Februar 2017  | Thaiwoo          | China      |
| 30  | 9. Dezember 2017  | Ruka             | Finnland   |
| 31  | 21. Dezember 2017 | Thaiwoo          | China      |
| 32  | 22. Dezember 2017 | Thaiwoo          | China      |
| 33  | 6. Januar 2018    | Calgary          | Kanada     |
| 34  | 10. Januar 2018   | Deer Valley      | USA        |
| 35  | 11. Januar 2018   | Deer Valley      | USA        |
| 36  | 7. Dezember 2018  | Ruka             | Finnland   |
| 37  | 15. Dezember 2018 | Thaiwoo          | China      |
| 38  | 12. Januar 2019   | Calgary          | Kanada     |
| 39  | 26. Januar 2019   | Mont-Tremblant   | Kanada     |
| 40  | 23. Februar 2019  | Takawako         | Japan      |
| 41  | 7. Dezember 2019  | Ruka             | Finnland   |
| 42  | 26. Januar 2020   | Mont-Tremblant   | Kanada     |
| 43  | 1. Februar 2020   | Calgary          | Kanada     |
| 44  | 22. Februar 2020  | Takawako         | Japan      |
| 45  | 4. Februar 2021   | Deer Valley      | USA        |
| 46  | 4. Dezember 2021  | Ruka             | Finnland   |
| 47  | 7. Januar 2022    | Mont-Tremblant   | Kanada     |
| 48  | 8. Januar 2022    | Mont-Tremblant   | Kanada     |
| 49  | 13. Januar 2022   | Deer Valley      | USA        |
| 50  | 18. März 2022     | Megève           | Frankreich |
| 51  | 3. Dezember 2022  | Ruka             | Finnland   |
| 52  | 27. Januar 2023   | Val Saint-Côme   | Kanada     |
| 53  | 17. März 2023     | Almaty           | Kasachstan |
| 54  | 8. Dezember 2023  | Idre             | Schweden   |
| 55  | 15. Dezember 2023 | Alpe d’Huez      | Frankreich |
| 56  | 1. Februar 2024   | Deer Valley      | USA        |
| 57  | 8. März 2024      | Almaty           | Kasachstan |
| 58  | 30. November 2024 | Ruka             | Finnland   |
| 59  | 6. Dezember 2024  | Idre             | Schweden   |
| 60  | 24. Januar 2025   | Waterville       | USA        |
| 61  | 31. Januar 2025   | Val Saint-Côme   | Kanada     |
| 62  | 28. Februar 2025  | Almaty           | Kasachstan |

| Nr. | Datum             | Ort                  | Land       |
| --- | ----------------- | -------------------- | ---------- |
| 01  | 20. Dezember 2011 | Méribel              | Frankreich |
| 02  | 14. Januar 2012   | Mount Gabriel        | Kanada     |
| 03  | 15. Dezember 2012 | Ruka                 | Finnland   |
| 04  | 2. März 2014      | Inawashiro           | Japan      |
| 05  | 16. März 2014     | Voss                 | Norwegen   |
| 06  | 10. Januar 2015   | Deer Valley          | USA        |
| 07  | 1. März 2015      | Tazawako             | Japan      |
| 08  | 12. Dezember 2015 | Ruka                 | Finnland   |
| 09  | 28. Februar 2016  | Inawashiro           | Japan      |
| 10  | 5. März 2016      | Moskau               | Russland   |
| 11  | 4. Februar 2017   | Deer Valley          | USA        |
| 12  | 19. Februar 2017  | Tazawako             | Japan      |
| 13  | 26. Februar 2017  | Thaiwoo              | China      |
| 14  | 18. März 2018     | Megève               | Frankreich |
| 15  | 16. Dezember 2018 | Thaiwoo              | China      |
| 16  | 24. Februar 2019  | Tazawako             | Japan      |
| 17  | 15. Dezember 2019 | Thaiwoo              | China      |
| 18  | 8. Februar 2020   | Deer Valley          | USA        |
| 19  | 7. März 2020      | Krasnojarsk          | Russland   |
| 20  | 5. Februar 2021   | Deer Valley          | USA        |
| 21  | 12. Dezember 2021 | Idre                 | Schweden   |
| 22  | 18. Dezember 2021 | Alpe d’Huez          | Frankreich |
| 23  | 12. März 2022     | Chiesa in Valmalenco | Italien    |
| 24  | 19. März 2022     | Megève               | Frankreich |
| 25  | 11. Dezember 2022 | Idre                 | Schweden   |
| 26  | 4. Februar 2023   | Deer Valley          | USA        |
| 27  | 18. März 2023     | Almaty               | Kasachstan |
| 28  | 9. Dezember 2023  | Idre                 | Schweden   |
| 29  | 23. Dezember 2023 | Bakuriani            | Georgien   |
| 30  | 20. Januar 2024   | Val Saint-Côme       | Kanada     |
| 31  | 27. Januar 2024   | Waterville           | USA        |
| 32  | 9. März 2024      | Almaty               | Kasachstan |
| 33  | 16. März 2024     | Chiesa in Valmalenco | Italien    |
| 34  | 25. Januar 2025   | Waterville           | USA        |
| 35  | 1. Februar 2025   | Val Saint-Côme       | Kanada     |
| 36  | 1. März 2025      | Almaty               | Kasachstan |
| 37  | 12. März 2025     | Livigno              | Italien    |

### Nor-Am Cup
- 7 Podestplätze, davon 5 Siege
- Saison 2009/10: 1. Moguls-Disziplinenwertung

### Weitere Erfolge
- 8 kanadische Meistertitel (Moguls 2015, 2016, 2017, 2018, 2019, 2023; Dual Moguls 2016, 2019)
- 1 Sieg im Europacup
- 6 Siege im Australia New Zealand Cup